# Escuela Superior Atotonilco de Tula
La Escuela Superior Atotonilco de Tula (ESAT) es una institución de educación media superior y superior, dependiente de la Universidad Autónoma del Estado de Hidalgo. Está ubicada en el municipio de Atotonilco de Tula, en el estado de Hidalgo, México.

## Historia
La Escuela Superior Atotonilco de Tula nació como Campus Atotonilco de Tula el 14 de septiembre de 2009, con la Licenciatura en Inteligencia de Mercados. Posteriormente, se incrementó la oferta educativa con la Licenciatura en Psicología en enero de 2012, el 29 de julio de 2013 inició operaciones el Bachillerato.

## Oferta educativa
La oferta educativa de la Escuela Superior Actopan es:
- Nivel medio superior
  - Bachillerato general
- Nivel superior
  - Licenciatura en Psicología
  - Licenciatura en Inteligencia de mercados

## Directores
- María Viola López Fernández  (2011-2014)
- Sharon Vargas Zamora (2014-actual)

## Campus
En Atotonilco de Tula las instalaciones se encuentran en Pueblo Progreso. La Escuela Superior Atotonilco de Tula cuenta con tres módulos que son utilizados para impartir las asignaturas de sus programas educativos, sumando un total de 22 aulas. También cuenta con biblioteca, Centro de Autoaprendizaje de Idiomas (CAI), Centro de Cómputo Académico (CECA), Auditorio, Teatro al Aire Libre, cafetería, canchas deportivas. y laboratorios.